# Theodor Undereyck

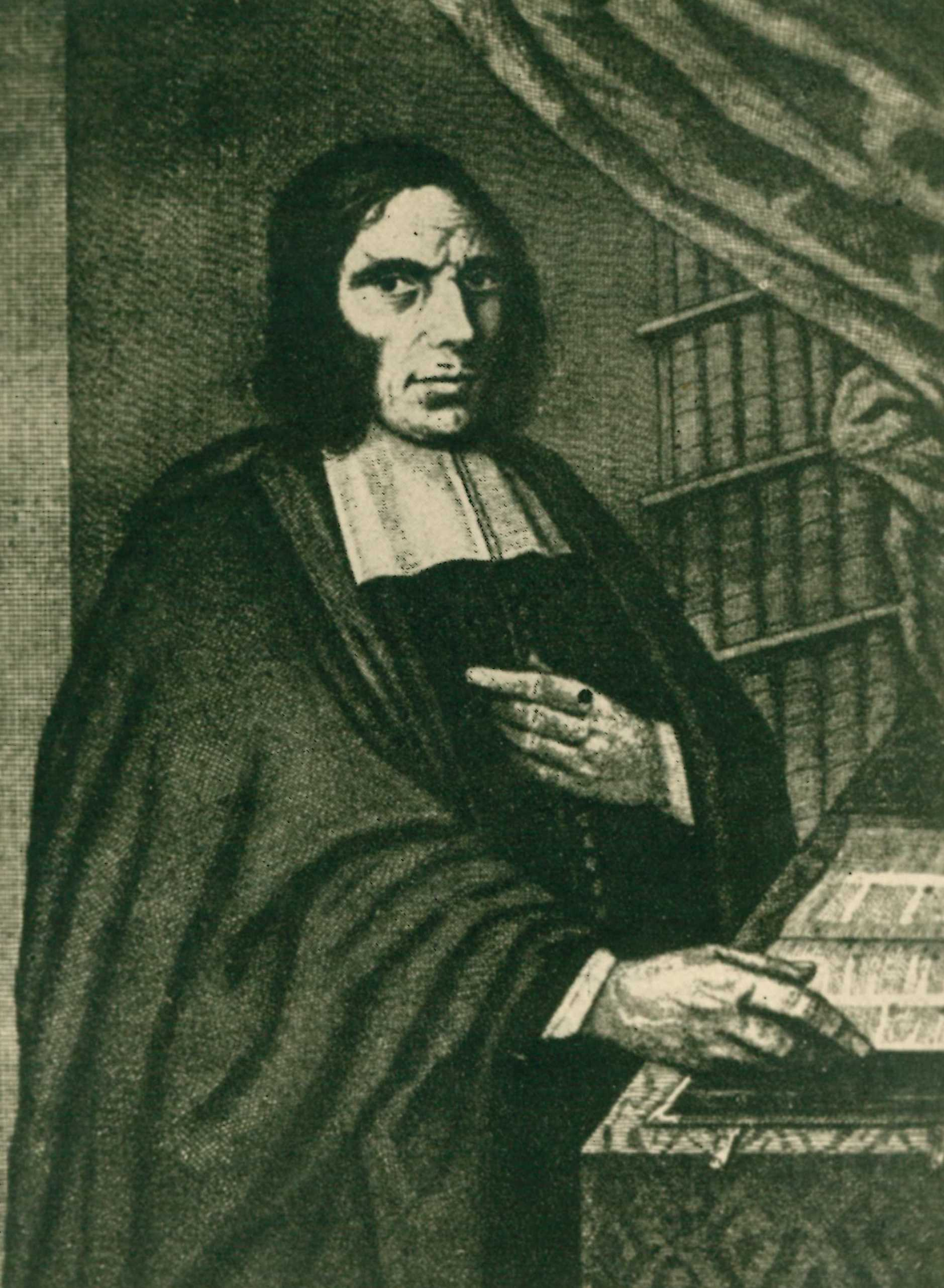
Der evangelische Pfarrer und Pietist Theodor Undereyck (1635–1693)

Theodor Undereyck (* 15. Juni 1635 in Duisburg; † 1. Januar 1693 in Bremen) war ein evangelischer Pfarrer, geistlicher Schriftsteller und Wegbereiter des Pietismus in den deutschen reformierten Kirchen.

## Biografie
Undereyck war der Sohn des Kaufmanns Gerhard Undereyck und dessen Ehefrau Sara, geborene Salanger. 1636, nach dem Tod der Eltern durch die Pest, wuchs er bei seinem Onkel Johann Undereyck in Alstaden auf.
Von 1653 bis 1658 studierte er Evangelische Theologie in Duisburg, Utrecht und Leiden, unter anderem bei Gisbert Voetius und Johannes Coccejus (einem Schüler von Ludwig Crocius). Seine Lehrer standen zwar zum Teil konträr zueinander, waren aber orthodox-reformierte Theologen und Vertreter der Nadere Reformatie. Insbesondere Coccejus prägte ihn stark in Richtung eines föderaltheologischen Denkens, so dass er auch als einer der „großen Katecheten des Coccejanismus“ bezeichnet wurde. Voetius beeinflusste ihn in Richtung einer puritanischen Lebensgestaltung und der Betonung der Bedeutung christlicher Konventikel. 1658/1659 unternahm Undereyck eine Studienreise in die Schweiz, Frankreich und England.
1660 wurde er Pfarrer der reformierten Gemeinde in Mülheim an der Ruhr. Dort führte er etwa ab 1661 die ersten pietistischen Konventikel in Deutschland ein. Ab 1668 war er außerordentlicher Hofprediger in Kassel bei Landgräfin Hedwig Sophie (1623–1683).
1670 wurde er Pastor primarius in der Gemeinde St. Martini in Bremen und blieb dies bis zu seinem Lebensende. In Bremen setzte er trotz anfänglicher Schwierigkeiten mit dem Geistlichen Ministerium seine Reformen durch und verhalf dort dem Pietismus zum Durchbruch. Zu seinen Anhängern zählten  Joachim Neander und Cornelius de Hase (dessen Leichenpredigt wertvolle biographische Angaben zu Undereyck liefert); sie setzten Undereycks Werk fort.
Undereyck veröffentlichte fünf Bücher, darunter zwei Katechismen und eine Laiendogmatik, in denen er in erbaulicher Sprache das Gedankengut der englischen und niederländischen reformierten Theologie an deutschsprachige Leser vermittelte. Seine umfangreichste und anspruchsvollste Schrift war der Bekämpfung des aufkommenden Atheismus gewidmet.

## Schriften
- Christi Braut/ Unter den Töchtern zu Laodicaea/ Das ist/ Ein hochnöthiger Tractat/ In diesen letzten Tagen. Darinnen Die lebendige Krafft des seeligmachenden Glaubens von allen Schmach=Reden der in dieser Zeit Christ=scheinender Spötter/ nicht nur auß H. Schrifft: sondern auch auß gleichlautenden Zeugnüssen der darin gottseelig erfahrnen und Gott gelährten Männern gereiniget und verthädiget wird. Hanau 1670; 2. Auflage Cassel 1697
- Wegweiser der Einfältigen zu den ersten Buchstaben des wahren Christentums, meistenteils nach der Ordnung der fünf Hauptstück Christlicher Religion. Bremen 1676
- Hallelujah/ Das ist/ GOTT in dem Sünder verkläret. Oder Des Sünders Wanderstab zur Erkäntnüs/ Geniessung/ und Verklärung GOTTes/ alß des höchsten Gutes. Bremen 1678; 2. Auflage Herborn 1722; holländische Übers. 1684; dt. Auszug u.d.T: Eheliches Ja-Wort der gläubigen Seele. Hrsg. von Ch. Staehelin. Bern 1719; 2. Auflage Bern 1731
- Der Einfältige Christ/ Durch wahren Glauben mit Christo vereinigt/ und nach offt begangenem Mißbrauch/ zu dem rechten Gebrauch des H. Abendmahls/ daß Der Herr Jesus wird [...] mit Feuerflammen Rache üben/ über die so GOtt nicht erkennen/ und nicht gehorsam sind dem Euangelio unsers HErrn Jesu Christi/ 2. Thesal. 1,8 [...]. Bremen 1681; 2. Auflage Eschwege 1700
- Der Närrische Atheist/ Entdeckt und seiner Thorheit überzeuget/ In Zwey Theilen In dem Ersten/ Als ein solcher/ der da wissentlich willens und vorsetzlich/ ihme selbst und anderen/ die Gedancken/ welche sie von GOtt haben/ nehmen wil. In dem Zweyten/ Als ein solcher/ der da unwissend und ungemerckt/ auch unter dem Schein des wahren Christenthums/ ohne GOtt in der Welt lebet. Bremen 1689; 2. Auflage Bremen 1722; holländische Übersetzung Amsterdam 1702.